# Coupe du monde d'escalade de 2011
Navigation
22e édition 24e édition
La coupe du monde d'escalade 2011 est la 23e coupe du monde d'escalade. Elle s'est tenue du 14 avril au 27 novembre 2011. Elle comporte dix épreuves de difficulté, neuf de bloc et cinq de vitesse. La coupe du monde de difficulté est remportée par Jakob Schubert, qui finit devant Ramón Julián Puigblanque, le vainqueur de la coupe 2010, et Mina Markovic. La coupe de bloc est remportée pour la 5e fois par Kilian Fischhuber et la pour 2e fois par Anna Stöhr, et la coupe de vitesse est remportée par Lukasz Swirk et Edyta Ropek.

## Classement général
| Catégories | Or                    | Or         | Argent                   | Argent     | Bronze                   | Bronze     |
| ---------- | --------------------- | ---------- | ------------------------ | ---------- | ------------------------ | ---------- |
| Difficulté | Jakob Schubert        | 845 points | Ramón Julián Puigblanque | 661 points | Sachi Amma               | 625 points |
| Difficulté | Mina Markovic         | 751 points | Jain Kim                 | 681 points | Maja Vidmar              | 535 points |
| Bloc       | Kilian Fischhuber (5) | 600 points | Dmitrii Sharafutdinov    | 531 points | Guillaume Glairon Mondet | 423 points |
| Bloc       | Anna Stöhr (2)        | 652 points | Akiyo Noguchi            | 633 points | Alex Puccio              | 502 points |
| Vitesse    | Lukasz Swirk          | 317 points | Sergei Sinitcyn          | 312 points | Sergueï Abdrakhmanov     | 298 points |
| Vitesse    | Edyta Ropek (3)       | 342 points | Mariia Krasavina         | 328 points | Alina Gaidamakina        | 323 points |
| Combiné    | Jakob Schubert        | 617 points | Sean McColl              | 496 points | Klemen Becan             | 445 points |
| Combiné    | Mina Markovic         | 751 points | Jain Kim                 | 726 points | Akiyo Noguchi            | 578 points |

## Étapes
La coupe du monde d'escalade 2011 s'est déroulée du 14 avril au 27 novembre 2011, repartie en vingt étapes qui peuvent comprendre une ou deux disciplines.
| Dates                              | Lieu         | Difficulté | Bloc     | Vitesse  |
| ---------------------------------- | ------------ | ---------- | -------- | -------- |
| 14 avril 2011-17 avril 2011        | Milan        | -          | X        | X        |
| 7 mai 2011-8 mai 2011              | Log-Dragomer | -          | X        | -        |
| 13 mai 2011-14 mai 2011            | Vienne       | -          | X        | -        |
| 27 mai 2011-28 mai 2011            | Canmore      | -          | X        | -        |
| 3 juin 2011-4 mai 2011             | Vail         | -          | X        | -        |
| 17 juin 2011-18 juin 2011          | Eindhoven    | -          | X        | -        |
| 25 juin 2011-26 juin 2011          | Barcelone    | -          | X        | -        |
| 2 juillet 2011-3 juillet 2011      | Sheffield    | -          | X        | -        |
| 12 juillet 2011-13 juillet 2011    | Chamonix     | X          | -        | X        |
| 29 juillet 2011-30 juillet 2011    | Briançon     | X          | -        | -        |
| 6 août 2011-7 août 2011            | Daone        | -          | -        | X        |
| 19 août 2011-20 août 2011          | Munich       | -          | X        | -        |
| 2 septembre 2011-3 septembre 2011  | Xining       | X          | -        | X        |
| 7 septembre 2011-8 septembre 2011  | Changzhi     | X          | -        | X        |
| 30 septembre 2011-1er octobre 2011 | Puurs        | X          | -        | -        |
| 8 octobre 2011-9 octobre 2011      | Boulder      | X          | -        | -        |
| 20 octobre 2011-21 octobre 2011    | Amman        | X          | -        | -        |
| 28 octobre 2011-29 octobre 2011    | Valence      | X          | -        | -        |
| 19 novembre 2011-20 novembre 2011  | Kranj        | X          | -        | -        |
| 26 novembre 2011-27 novembre 2011  | Barcelone    | X          | -        | -        |
| Total : 20 étapes                  |              | 10 étapes  | 9 étapes | 5 étapes |

## Podiums des étapes

### Difficulté

#### Hommes
| Étapes       | Lieu                 | Or                            | Argent                   | Bronze                   |
| ------------ | -------------------- | ----------------------------- | ------------------------ | ------------------------ |
| 12 juillet   | Chamonix (France)    | Jakob Schubert (3)            | Ramón Julián Puigblanque | Magnus Midtboe           |
| 29 juillet   | Briançon (France)    | Jakob Schubert (4)            | Manuel Romain            | Ramón Julián Puigblanque |
| 2 septembre  | Xining (Chine)       | Jakob Schubert (5)            | Sachi Amma               | Manuel Romain            |
| 7 septembre  | Changzhi (Chine)     | Jakob Schubert (6)            | Ramón Julián Puigblanque | Sachi Amma               |
| 30 septembre | Puurs (Belgique)     | Jakob Schubert (7)            | Sachi Amma               | Ramón Julián Puigblanque |
| 8 octobre    | Boulder (États-Unis) | Jakob Schubert (8)            | Sachi Amma               | Romain Desgranges        |
| 20 octobre   | Amman (Jordanie)     | Jakob Schubert (9)            | Ramón Julián Puigblanque | Manuel Romain            |
| 28 octobre   | Valence (France)     | Ramón Julián Puigblanque (14) | Sean McColl              | Sachi Amma               |
| 19 novembre  | Kranj (Slovénie)     | Sean McColl                   | Sachi Amma               | Jakob Schubert           |
| 26 novembre  | Barcelone (Espagne)  | Ramón Julián Puigblanque (15) | Jakob Schubert           | Sachi Amma               |

#### Femmes
| Étapes       | Lieu                 | Or                                                                   | Argent          | Bronze              |
| ------------ | -------------------- | -------------------------------------------------------------------- | --------------- | ------------------- |
| 12 juillet   | Chamonix (France)    | Mina Markovic (3) Jain Kim (7) Angela Eiter (24) Caroline Ciavaldini | -               | -                   |
| 29 juillet   | Briançon (France)    | Maja Vidmar (12)                                                     | Mina Markovic   | Angela Eiter        |
| 2 septembre  | Xining (Chine)       | Mina Markovic (4)                                                    | Jain Kim        | Katharina Posch     |
| 7 septembre  | Changzhi (Chine)     | Mina Markovic (5) Jain Kim (8)                                       | -               | Maja Vidmar         |
| 30 septembre | Puurs (Belgique)     | Jain Kim (9)                                                         | Angela Eiter    | Mina Markovic       |
| 8 octobre    | Boulder (États-Unis) | Johanna Ernst (7)                                                    | Mina Markovic   | Momoka Oda          |
| 20 octobre   | Amman (Jordanie)     | Mina Markovic (6)                                                    | Maja Vidmar     | Jain Kim Momoka Oda |
| 28 octobre   | Valence (France)     | Johanna Ernst (8)                                                    | Katharina Posch | Yana Chereshneva    |
| 19 novembre  | Kranj (Slovénie)     | Jain Kim (10)                                                        | Mina Markovic   | Katharina Posch     |
| 26 novembre  | Barcelone (Espagne)  | Mina Markovic (7) Jain Kim (11) Angela Eiter (25)                    | -               | -                   |

### Bloc

#### Hommes
| Étapes    | Lieu                        | Or                           | Argent                | Bronze                |
| --------- | --------------------------- | ---------------------------- | --------------------- | --------------------- |
| 14 avril  | Milan (Italie)              | Kilian Fischhuber (13)       | Jakob Schubert        | Rustam Gelmanov       |
| 7 mai     | Log-Dragomer (Slovénie)     | Guillaume Glairon Mondet     | Dmitrii Sharafutdinov | Kilian Fischhuber     |
| 13 mai    | Vienne (Autriche)           | Dmitrii Sharafutdinov (6)    | Klemen Becan          | Lukas Ennemoser       |
| 27 mai    | Canmore (Canada)            | Tsukuru Hori                 | Klemen Becan          | Sean McColl           |
| 3 juin    | Vail (États-Unis)           | Kilian Fischhuber (14)       | Dmitrii Sharafutdinov | Jonas Baumann         |
| 17 juin   | Eindhoven (Pays-Bas)        | Kilian Fischhuber (15)       | Daniel Woods          | François Kaiser       |
| 25 juin   | Barcelone (Espagne)         | Guillaume Glairon Mondet (2) | Rustam Gelmanov       | Dmitrii Sharafutdinov |
| 2 juillet | Sheffield (Grande-Bretagne) | Kilian Fischhuber (16)       | Cédric Lachat         | Aleksei Rubtsov       |
| 19 août   | Munich (Allemagne)          | Dmitrii Sharafutdinov (7)    | Rustam Gelmanov       | Aleksei Rubtsov       |

#### Femmes
| Étapes    | Lieu                        | Or                 | Argent          | Bronze          |
| --------- | --------------------------- | ------------------ | --------------- | --------------- |
| 14 avril  | Milan (Italie)              | Jain Kim           | Anna Stöhr      | Mélissa Le Nevé |
| 7 mai     | Log-Dragomer (Slovénie)     | Anna Stöhr (9)     | Akiyo Noguchi   | Alex Puccio     |
| 13 mai    | Vienne (Autriche)           | Anna Stöhr (10)    | Alex Puccio     | Olga Shalagina  |
| 27 mai    | Canmore (Canada)            | Akiyo Noguchi (7)  | Anna Stöhr      | Jain Kim        |
| 3 juin    | Vail (États-Unis)           | Anna Stöhr (11)    | Alex Puccio     | Mélissa Le Nevé |
| 17 juin   | Eindhoven (Pays-Bas)        | Akiyo Noguchi (8)  | Anna Stöhr      | Mélissa Le Nevé |
| 25 juin   | Barcelone (Espagne)         | Akiyo Noguchi (9)  | Alex Puccio     | Mélissa Le Nevé |
| 2 juillet | Sheffield (Grande-Bretagne) | Akiyo Noguchi (10) | Mélissa Le Nevé | Alex Puccio     |
| 19 août   | Munich (Allemagne)          | Mina Markovic      | Juliane Wurm    | Anna Stöhr      |

### Vitesse

#### Hommes
| Étapes      | Lieu               | Or                          | Argent                 | Bronze               |
| ----------- | ------------------ | --------------------------- | ---------------------- | -------------------- |
| 14 avril    | Milan (Italie)     | Sergei Sinitcyn (9)         | Evgenii Vaitsekhovskii | Libor Hroza          |
| 12 juillet  | Chamonix (France)  | Sergueï Abdrakhmanov (3)    | Libor Hroza            | QiXin Zhong          |
| 6 août      | Val Daone (Italie) | Stanislav Kokorin (3)       | Lukasz Swirk           | Sergueï Abdrakhmanov |
| 2 septembre | Xining (Chine)     | QiXin Zhong (5)             | Lukasz Swirk           | Pandu Asmoro Galar   |
| 7 septembre | Changzhi (Chine)   | Evgenii Vaitsekhovskii (14) | Pandu Asmoro Galar     | Sergueï Abdrakhmanov |

#### Femmes
| Étapes      | Lieu               | Or                    | Argent            | Bronze            |
| ----------- | ------------------ | --------------------- | ----------------- | ----------------- |
| 14 avril    | Milan (Italie)     | Ksenia Alekseeva (2)  | Mariia Krasavina  | Edyta Ropek       |
| 12 juillet  | Chamonix (France)  | Edyta Ropek (7)       | Alina Gaidamakina | Mariia Krasavina  |
| 6 août      | Val Daone (Italie) | Alina Gaidamakina     | Sara Morandi      | Edyta Ropek       |
| 2 septembre | Xining (Chine)     | Mariia Krasavina      | Ksenia Alekseeva  | Yuliya Levochkina |
| 7 septembre | Changzhi (Chine)   | Alina Gaidamakina (2) | CuiLian He        | Edyta Ropek       |

## Classement

### Général
| Rang      | Nom                 | Points |
| --------- | ------------------- | ------ |
| Vainqueur | Jakob Schubert      | 617    |
| 2e        | Sean McColl         | 496    |
| 3e        | Klemen Becan        | 445    |
| 4e        | Cédric Lachat       | 194    |
| 5e        | Mario Lechner       | 185    |
| 6e        | Domen Skofic        | 141    |
| 7e        | Eduard Marin Garcia | 120    |
| 8e        | Ja-Bee Kim          | 116    |
| 9e        | Mykhaylo Shalagin   | 115    |
| 10e       | Stefano Ghisolfi    | 98     |

| Rang      | Nom              | Points |
| --------- | ---------------- | ------ |
| Vainqueur | Mina Markovic    | 751    |
| 2e        | Jain Kim         | 726    |
| 3e        | Akiyo Noguchi    | 578    |
| 4e        | Melissa Le Nevé  | 360    |
| 5e        | Maja Vidmar      | 359    |
| 6e        | Katharina Posch  | 340    |
| 7e        | Yana Chereshneva | 326    |
| 8e        | Momoka Oda       | 313    |
| 9e        | Jenny Lavarda    | 239    |
| 10e       | Alizée Dufraisse | 238    |

### Classements de la difficulté
| Place | Grimpeur            | Étape de coupe du monde | Étape de coupe du monde | Étape de coupe du monde | Étape de coupe du monde | Étape de coupe du monde | Étape de coupe du monde | Étape de coupe du monde | Étape de coupe du monde | Étape de coupe du monde | Étape de coupe du monde | Total de points |
| Place | Grimpeur            | [ 4 ]                   | [ 5 ]                   | [ 6 ]                   | [ 7 ]                   | [ 8 ]                   | [ 9 ]                   | [ 10 ]                  | [ 11 ]                  | [ 12 ]                  | [ 13 ]                  | Total de points |
| ----- | ------------------- | ----------------------- | ----------------------- | ----------------------- | ----------------------- | ----------------------- | ----------------------- | ----------------------- | ----------------------- | ----------------------- | ----------------------- | --------------- |
| 1re   | Mina Markovic       | 75 (1re)                | 80 (2e)                 | 100 (1re)               | 90 (1re)                | 65 (3e)                 | 80 (2e)                 | 100 (1re)               | 51 (5e)                 | 80 (2e)                 | 81 (1re)                | 751             |
| 2e    | Jain Kim            | 75 (1re)                | 55 (4e)                 | 80 (2e)                 | 90 (1re)                | 100 (1re)               | -                       | 60 (3e)                 | 40 (8e)                 | 100 (1re)               | 81 (1re)                | 681             |
| 3e    | Maja Vidmar         | 20 (16e)                | 100 (1re)               | 55 (4e)                 | 65 (3e)                 | 31 (11e)                | 55 (4e)                 | 80 (2e)                 | 47 (6e)                 | 51 (5e)                 | 51 (5e)                 | 535             |
| 4e    | Angela Eiter        | 75 (1re)                | 65 (3e)                 | -                       | -                       | 80 (2e)                 | 51 (5e)                 | -                       | 55 (4e)                 | 47 (6e)                 | 81 (1re)                | 454             |
| 5e    | Katharina Posch     | 45 (6e)                 | 37 (9e)                 | 65 (3e)                 | 43 (7e)                 | 34 (10e)                | 24 (14e)                | 29 (11e)                | 80 (2e)                 | 65 (3e)                 | 40 (8e)                 | 438             |
| 6e    | Johanna Ernst       | 31 (11e)                | -                       | -                       | -                       | 43 (7e)                 | 100 (1re)               | -                       | 100 (1re)               | 40 (8e)                 | 55 (4e)                 | 369             |
| 7e    | Yana Chereshneva    | 37 (9e)                 | 43 (7e)                 | 43 (7e)                 | 47 (6e)                 | 37 (9e)                 | -                       | 24 (14e)                | 65 (3e)                 | 37 (9e)                 | 24 (12e)                | 357             |
| 8e    | Christine Schranz   | 45 (6e)                 | 51 (5e)                 | 35 (9e)                 | 40 (8e)                 | 28 (12e)                | 37 (9e)                 | 40 (8e)                 | 31 (11e)                | 24 (14e)                | 43 (7e)                 | 350             |
| 9e    | Charlotte Durif     | 28 (12e)                | 47 (5e)                 | 47 (6e)                 | 51 (5e)                 | 14 (19e)                | 40 (8e)                 | 47 (6e)                 | 20 (16e)                | 43 (7e)                 | 24 (12e)                | 347             |
| 10e   | Caroline Ciavaldini | 75 (1re)                | 34 (10e)                | 35 (9e)                 | 37 (9e)                 | 8 (23e)                 | 34 (10e)                | 29 (11e)                | 28 (12e)                | 28 (12e)                | 31 (11e)                | 331             |

| - Vainqueur - 2e place - 3e place | - Finaliste - Demi-finaliste - Classé, dans les points | - Classé, hors des points - Disqualifié (Dq.) - N'a pas participé ( - ) |

| Place | Grimpeur                 | Étape de coupe du monde | Étape de coupe du monde | Étape de coupe du monde | Étape de coupe du monde | Étape de coupe du monde | Étape de coupe du monde | Étape de coupe du monde | Étape de coupe du monde | Étape de coupe du monde | Étape de coupe du monde | Total de points |
| Place | Grimpeur                 | [ 14 ]                  | [ 15 ]                  | [ 16 ]                  | [ 17 ]                  | [ 18 ]                  | [ 19 ]                  | [ 20 ]                  | [ 21 ]                  | [ 22 ]                  | [ 23 ]                  | Total de points |
| ----- | ------------------------ | ----------------------- | ----------------------- | ----------------------- | ----------------------- | ----------------------- | ----------------------- | ----------------------- | ----------------------- | ----------------------- | ----------------------- | --------------- |
| 1er   | Jakob Schubert           | 100 (1er)               | 100 (1er)               | 100 (1er)               | 100 (1er)               | 100 (1er)               | 100 (1er)               | 100 (1er)               | 51 (5e)                 | 65 (3e)                 | 80 (2e)                 | 845             |
| 2e    | Ramón Julián Puigblanque | 80 (2e)                 | 65 (3e)                 | 51 (5e)                 | 80 (2e)                 | 65 (3e)                 | 40 (8e)                 | 80 (2e)                 | 100 (1er)               | 31 (11e)                | 100 (1er)               | 661             |
| 3e    | Sachi Amma               | 55 (4e)                 | 55 (4e)                 | 80 (2e)                 | 65 (3e)                 | 80 (2e)                 | 80 (2e)                 | -                       | 65 (3e)                 | 80 (2e)                 | 65 (3e)                 | 625             |
| 4e    | Manuel Romain            | 43 (7e)                 | 80 (2e)                 | 65 (3e)                 | 51 (5e)                 | 55 (4e)                 | 55 (4e)                 | 65 (3e)                 | 47 (6e)                 | 43 (7e)                 | 55 (4e)                 | 516             |
| 5e    | Romain Desgranges        | 47 (6e)                 | 43 (7e)                 | 55 (4e)                 | 40 (8e)                 | 12 (20e)                | 65 (3e)                 | 51 (5e)                 | 40 (8e)                 | 55 (4e)                 | 34 (10e)                | 430             |
| 6e    | Sean McColl              | 22 (15e)                | -                       | -                       | -                       | 47 (6e)                 | 43 (7e)                 | -                       | 80 (2e)                 | 100 (1er)               | 51 (5e)                 | 343             |
| 7e    | Thomas Tauporn           | 24 (14e)                | 26 (13e)                | 47 (6e)                 | 55 (4e)                 | 14 (19e)                | 37 (9e)                 | -                       | 55 (4e)                 | 34 (10e)                | 47 (6e)                 | 339             |
| 8e    | Hyunbin Min              | 34 (10e)                | 51 (5e)                 | 40 (8e)                 | 47 (6e)                 | 31 (11e)                | -                       | 34 (10e)                | -                       | 40 (8e)                 | 43 (7e)                 | 320             |
| 9e    | Gautier Supper           | 31 (11e)                | 37 (9e)                 | 31 (11e)                | 32 (10e)                | 40 (8e)                 | 28 (12e)                | 43 (7e)                 | 43 (7e)                 | 7 (24e)                 | 31 (11e)                | 316             |
| 10e   | Mario Lechner            | 28 (12e)                | 31 (11e)                | 35 (9e)                 | 43 (7e)                 | 26 (13e)                | 34 (10e)                | 37 (9e)                 | 31 (11e)                | 16 (18e)                | 16 (18e)                | 281             |

| - Vainqueur - 2e place - 3e place | - Finaliste - Demi-finaliste - Classé, dans les points | - Classé, hors des points - Disqualifié (Dq.) - N'a pas participé ( - ) |

### Bloc
| Place | Grimpeur            | Étape de coupe du monde | Étape de coupe du monde | Étape de coupe du monde | Étape de coupe du monde | Étape de coupe du monde | Étape de coupe du monde | Étape de coupe du monde | Étape de coupe du monde | Étape de coupe du monde | Total de points |
| Place | Grimpeur            | [ 24 ]                  | [ 25 ]                  | [ 26 ]                  | [ 27 ]                  | [ 28 ]                  | [ 29 ]                  | [ 30 ]                  | [ 31 ]                  | [ 32 ]                  | Total de points |
| ----- | ------------------- | ----------------------- | ----------------------- | ----------------------- | ----------------------- | ----------------------- | ----------------------- | ----------------------- | ----------------------- | ----------------------- | --------------- |
| 1re   | Anna Stöhr          | 80 (2e)                 | 100 (1re)               | 100 (1re)               | 80 (2e)                 | 100 (1re)               | 80 (2e)                 | 47 (6e)                 | 47 (6e)                 | 65 (3e)                 | 652             |
| 2e    | Akio Noguchi        | 55 (4e)                 | 80 (2e)                 | 43 (7e)                 | 100 (1re)               | 51 (5e)                 | 100 (1re)               | 100 (1re)               | 100 (1re)               | 47 (6e)                 | 633             |
| 3e    | Alex Puccio         | 47 (6e)                 | 65 (3e)                 | 80 (2e)                 | 47 (6e)                 | 80 (2e)                 | 34 (10e)                | 80 (2e)                 | 65 (3e)                 | 38 (8e)                 | 502             |
| 4e    | Melissa Le Nevé     | 65 (3e)                 | 40 (8e)                 | 7 (24e)                 | 40 (8e)                 | 65 (3e)                 | 65 (3e)                 | 65 (3e)                 | 80 (2e)                 | -                       | 427             |
| 5e    | Mina Markovic       | 51 (5e)                 | 31 (11e)                | 14 (19e)                | 51 (5e)                 | 40 (8e)                 | 43 (7e)                 | 55 (4e)                 | -                       | 100 (1re)               | 385             |
| 6e    | Juliane Wurm        | 22 (15e)                | -                       | 37 (9e)                 | 55 (4e)                 | 20 (16e)                | 55 (4e)                 | 51 (5e)                 | 55 (4e)                 | 80 (2e)                 | 375             |
| 7e    | Jain Kim            | 100 (1re)               | -                       | 55 (4e)                 | 65 (3e)                 | 55 (4e)                 | -                       | -                       | -                       | -                       | 275             |
| 8e    | Alex Johnson        | 40 (8e)                 | 34 (10e)                | 5 (26e)                 | 43 (7e)                 | 43 (7e)                 | 37 (9e)                 | 43 (7e)                 | 28 (12e)                | -                       | 273             |
| 9e    | Anne-Laure Chevrier | 28 (12e)                | 18 (17e)                | 51 (5e)                 | 26 (13e)                | 34 (10e)                | 51 (5e)                 | 24 (14e)                | 18 (17e)                | -                       | 250             |
| 10e   | Katharina Saurwein  | 20 (16e)                | 37 (9e)                 | 7 (24e)                 | 37 (9e)                 | 31 (11e)                | 31 (11e)                | 34 (10e)                | 51 (4e)                 | -                       | 248             |

| - Vainqueur - 2e place - 3e place | - Finaliste - Demi-finaliste - Classé, dans les points | - Classé, hors des points - Disqualifié (Dq.) - N'a pas participé ( - ) |

| Place | Grimpeur                 | Étape de coupe du monde | Étape de coupe du monde | Étape de coupe du monde | Étape de coupe du monde | Étape de coupe du monde | Étape de coupe du monde | Étape de coupe du monde | Étape de coupe du monde | Étape de coupe du monde | Total de points |
| Place | Grimpeur                 | [ 33 ]                  | [ 34 ]                  | [ 35 ]                  | [ 36 ]                  | [ 37 ]                  | [ 38 ]                  | [ 39 ]                  | [ 40 ]                  | [ 41 ]                  | Total de points |
| ----- | ------------------------ | ----------------------- | ----------------------- | ----------------------- | ----------------------- | ----------------------- | ----------------------- | ----------------------- | ----------------------- | ----------------------- | --------------- |
| 1er   | Kilian Fischhuber        | 100 (1er)               | 65 (3e)                 | 8 (23e)                 | 37 (9e)                 | 100 (1er)               | 100 (1er)               | 51 (5e)                 | 100 (1er)               | 47 (6e)                 | 600             |
| 2e    | Dmitry Sharafutdinov     | 51 (5e)                 | 80 (2e)                 | 100 (1er)               | -                       | 80 (2e)                 | 55 (4e)                 | 65 (3e)                 | -                       | 100 (1er)               | 531             |
| 3e    | Guillaume Glairon Mondet | 55 (4e)                 | 100 (1er)               | 16 (18e)                | 34 (10e)                | 51 (5e)                 | 43 (7e)                 | 100 (1er)               | 16 (18e)                | 24 (14e)                | 423             |
| 4e    | Tsukuru Hori             | 47 (6e)                 | 40 (8e)                 | 0 (33e)                 | 100 (1er)               | 40 (8e)                 | 28 (12e)                | 43 (7e)                 | 7 (24e)                 | 43 (7e)                 | 348             |
| 5e    | Alexey Rubtsov           | 40 (8e)                 | 51 (5e)                 | 28 (12e)                | -                       | -                       | 34 (10e)                | 55 (4e)                 | 65 (3e)                 | 65 (3e)                 | 338             |
| 6e    | Rustam Gelmanov          | 65 (3e)                 | 8 (23e)                 | 47 (6e)                 | -                       | 34 (10e)                | 15 (18e)                | 80 (2e)                 | -                       | 80 (2e)                 | 329             |
| 7e    | Klemen Becan             | 37 (9e)                 | 26 (13e)                | 80 (2e)                 | 80 (2e)                 | 6 (25e)                 | 7 (24e)                 | 5 (26e)                 | 32 (10e)                | 55 (4e)                 | 323             |
| 8e    | Loïc Gaidioz             | 34 (10e)                | 55 (4e)                 | 53 (4e)                 | 43 (7e)                 | 20 (16e)                | 18 (17e)                | 20 (16e)                | 3 (28e)                 | 17 (17e)                | 260             |
| 9e    | Daniel Woods             | -                       | -                       | -                       | -                       | 31 (11e)                | 80 (2e)                 | 26 (13e)                | 55 (4e)                 | 26 (13e)                | 218             |
| 10e   | Lukas Ennemoser          | -                       | 43 (7e)                 | 65 (3e)                 | -                       | -                       | 37 (9e)                 | 47 (6e)                 | 9 (22e)                 | 3 (28e)                 | 204             |

| - Vainqueur - 2e place - 3e place | - Finaliste - Demi-finaliste - Classé, dans les points | - Classé, hors des points - Disqualifié (Dq.) - N'a pas participé ( - ) |

### Vitesse
| Place | Grimpeur          | Étape de coupe du monde | Étape de coupe du monde | Étape de coupe du monde | Étape de coupe du monde | Étape de coupe du monde | Total de points |
| Place | Grimpeur          | [ 42 ]                  | [ 43 ]                  | [ 44 ]                  | [ 45 ]                  | [ 46 ]                  | Total de points |
| ----- | ----------------- | ----------------------- | ----------------------- | ----------------------- | ----------------------- | ----------------------- | --------------- |
| 1re   | Edyta Ropek       | 65 (3e)                 | 100 (1re)               | 65 (3e)                 | 47 (6e)                 | 65 (3e)                 | 342             |
| 2e    | Mariia Krasavina  | 80 (2e)                 | 65 (3e)                 | 43 (7e)                 | 100 (1re)               | 40 (8e)                 | 328             |
| 3e    | Alina Gaydamakina | -                       | 80 (2e)                 | 100 (1re)               | 43 (7e)                 | 100 (1re)               | 323             |
| 4e    | Ksenia Alekseeva  | 100 (1re)               | 22 (15e)                | 51 (5e)                 | 80 (2e)                 | 51 (5e)                 | 304             |
| 5e    | Yulia Levochkina  | 51 (5e)                 | 40 (8e)                 | 55 (4e)                 | 65 (3e)                 | 55 (4e)                 | 266             |
| 6e    | Cuilian He        | -                       | 34 (10e)                | -                       | 51 (5e)                 | 80 (2e)                 | 165             |
| 7e    | Anna Tsyganova    | 16 (18e)                | 51 (5e)                 | -                       | 24 (14e)                | 43 (7e)                 | 134             |
| 8e    | Klaudia Buczek    | 55 (4e)                 | 16 (18e)                | 37 (9e)                 | -                       | -                       | 108             |
| 9e    | Tamara Kuznetsova | 22 (15e)                | 7 (24e)                 | -                       | 37 (9e)                 | 37 (9e)                 | 103             |
| 10e   | Evi Nelwati       | -                       | -                       | -                       | 55 (4e)                 | 47 (6e)                 | 102             |

| - Vainqueur - 2e place - 3e place | - Finaliste - Demi-finaliste - Classé, dans les points | - Classé, hors des points - Disqualifié (Dq.) - N'a pas participé ( - ) |

| Place | Grimpeur               | Étape de coupe du monde | Étape de coupe du monde | Étape de coupe du monde | Étape de coupe du monde | Étape de coupe du monde | Total de points |
| Place | Grimpeur               | [ 47 ]                  | [ 48 ]                  | [ 49 ]                  | [ 50 ]                  | [ 51 ]                  | Total de points |
| ----- | ---------------------- | ----------------------- | ----------------------- | ----------------------- | ----------------------- | ----------------------- | --------------- |
| 1er   | Łukasz Świrk           | 55 (4e)                 | 51 (5e)                 | 80 (2e)                 | 80 (2e)                 | 51 (5e)                 | 317             |
| 2e    | Sergueï Sinitsyne      | 100 (1er)               | 55 (4e)                 | 47 (6e)                 | 55 (4e)                 | 55 (4e)                 | 312             |
| 3e    | Sergey Abrakhamanov    | 28 (12e)                | 100 (1er)               | 65 (3e)                 | 40 (8e)                 | 65 (3e)                 | 298             |
| 4e    | Evgenii Vaitcekhivskii | 80 (2e)                 | 0 (31e)                 | 51 (5e)                 | 37 (9e)                 | 100 (1er)               | 268             |
| 5e    | Libor Hroza            | 65 (3e)                 | 80 (2e)                 | 37 (9e)                 | 47 (6e)                 | 37 (9e)                 | 266             |
| 6e    | Stanislav Kokorin      | 40 (8e)                 | 40 (8e)                 | 100 (1er)               | 28 (12e)                | 20 (16e)                | 228             |
| 7e    | Jedrzej Komosinski     | 51 (5e)                 | 0 (32e)                 | 55 (4e)                 | 51 (5e)                 | 40 (8e)                 | 197             |
| 8e    | Zufar Nigmanov         | 47 (6e)                 | 37 (9e)                 | 43 (7e)                 | 20 (16e)                | 18 (17e)                | 165             |
| 8e    | Qixin Zhong            | -                       | 65 (3e)                 | -                       | 100 (1er)               | -                       | 165             |
| 10e   | Arseniy Shevchenko     | 37 (9e)                 | -                       | 40 (8e)                 | 43 (7e)                 | 31 (11e)                | 151             |

| - Vainqueur - 2e place - 3e place | - Finaliste - Demi-finaliste - Classé, dans les points | - Classé, hors des points - Disqualifié (Dq.) - N'a pas participé ( - ) |

## Autres compétitions mondiales de la saison

### Championnats du monde d'escalade 2011

#### Difficulté

##### Hommes
| Étapes     | Lieu          | Or                           | Argent         | Bronze     |
| ---------- | ------------- | ---------------------------- | -------------- | ---------- |
| 15 juillet | Arco (Italie) | Ramón Julián Puigblanque (2) | Jakob Schubert | Adam Ondra |

##### Femmes
| Étapes     | Lieu          | Or               | Argent   | Bronze         |
| ---------- | ------------- | ---------------- | -------- | -------------- |
| 15 juillet | Arco (Italie) | Angela Eiter (3) | Jain Kim | Magdalena Röck |

#### Bloc

##### Hommes
| Étapes     | Lieu          | Or                        | Argent     | Bronze          |
| ---------- | ------------- | ------------------------- | ---------- | --------------- |
| 15 juillet | Arco (Italie) | Dmitrii Sharafutdinov (2) | Adam Ondra | Rustam Gelmanov |

##### Femmes
| Étapes     | Lieu          | Or             | Argent          | Bronze       |
| ---------- | ------------- | -------------- | --------------- | ------------ |
| 15 juillet | Arco (Italie) | Anna Stöhr (2) | Sasha DiGiulian | Juliane Wurm |

#### Vitesse

##### Hommes
| Étapes     | Lieu          | Or              | Argent            | Bronze          |
| ---------- | ------------- | --------------- | ----------------- | --------------- |
| 15 juillet | Arco (Italie) | Qixin Zhong (4) | Stanislav Kokorin | Danyil Boldyrev |

##### Femmes
| Étapes     | Lieu          | Or               | Argent         | Bronze            |
| ---------- | ------------- | ---------------- | -------------- | ----------------- |
| 15 juillet | Arco (Italie) | Mariia Krasavina | Anna Tsyganova | Tamara Kuznetsova |